# 安托尼夫卡 (捷奧菲波利區)
49°52′58″N 26°20′0″E / 49.88278°N 26.33333°E
安東尼夫卡（烏克蘭語：Антонівка）是位於烏克蘭西部的村莊，由赫梅利尼茨基州裡赫梅利尼茨基區的泰奧菲波爾市鎮負責管轄。該村始建於1927年，面積0.28平方公里，海拔高度271米，2001年人口19，人口密度每平方公里72.2人。